# Marco Alvise Pitteri
Marco Alvise Pitteri, indicato da alcune fonti come Giovanni Marco Pitteri (Venezia, 24 maggio 1702 – Venezia, 4 agosto 1786), è stato un incisore italiano.

## Biografia
Nato a Venezia, frequentò dapprima la bottega di Giovanni Battista Piazzetta, per poi spostarsi presso altri atelier, come quello dell'incisore Baroni. Pitteri divenne presto noto per la sua abilità nella tecnica del bulino, introdotta a Venezia dal francese Claude Mellan, nella quale si specializzò. 
Pitteri è soprattutto noto per il lungo sodalizio che lo legò a Piazzetta: assieme al pittore, Pitteri perfezionò la sua tecnica incisoria, nel tentativo di rendere l'incisione un'opera d'arte vera e propria, e non solamente la mera riproduzione di un dipinto. La sua fama raggiunse l'apice nel 1753, quando Carlo Goldoni, che da Pitteri fu ritratto in incisione ben quattro volte, gli dedicò l'opera Il frappatore. 
Assieme a Piazzetta, Pitteri realizzò diverse serie di incisioni, come quelle per il volume Beatae Maria Virginis Officium (1740) e quelle, fortunatissime, note come I dodici apostoli (1744). Dopo la morte di Piazzetta, Pitteri continuò a riprodurre in incisione le sue opere, anche assieme a Francesco Bartolozzi. Realizzò in seguito un grande numero di opere da dipinti di Pietro Longhi.
Pitteri ritrasse, tra gli altri papa Benedetto XIII, il doge Alvise Mocenigo, il conte von der Schulemburg, il pittore inglese Peter Lely, la pittrice Rosalba Carriera, il commediografo Carlo Goldoni, il marchese Scipione Maffei, il re Cristiano VI di Danimarca, i procuratori di San Marco Pietro Vittore Pisani, Nicolò Venier, Tommaso Querini, Carlo Pisani, Francesco Morosini, Giorgio Pisani, il teologo Noël Alexandre, il patriarca di Venezia Giovanni Bragadin e l'arcivescovo di Milano Gaetano Stampa, Carlo Emanuele III re di Sardegna.